# Trono de Mundo Anillo
Trono de Mundo Anillo, The Ringworld Throne título inglés original, es la tercera novela de la Saga del Mundo Anillo publicada en 1996, del escritor Larry Niven. Es la continuación directa de Ingenieros de Mundo Anillo, publicada en 1980.

## Argumento
El libro contiene dos hilos argumentales principales, que solo convergen hacia el final del libro. La mayor parte de la primera mitad de la historia está dedicada a un argumento en el que varias especies homínidas del Mundo Anillo se unen para eliminar un gran nido de vampiros que se han estado alimentando de ellos. Algunos personajes también aparecieron en Ingenieros de Mundo Anillo, ya que en este libro Niven declara que relativamente solo un pequeño número de homínidos murieron cuando Luis Wu y el Inferior restablecieron el anillo durante lo sucedido en el libro anterior.
La segunda parte del libro detalla la continuación de las aventuras de Luis Wu, quien está ahora envejecido y enfermo. En su reencuentro con el titerote Inferior, acuerdan un contrato y es "curado" de su vejez. Ellos dos y un joven guerrero de la raza Kzinti llamado Acolito (hijo de Chmeee, viajero kzin desde la primera expedición) son hechos esclavos por un Protector Pak vampiro, que los obliga a firmar un contrato. Lo que sigue es una lucha de poder entre los Protectores Pak del pueblo de las montañas, Protectores Pak del pueblo de la noche y los Protectores Pak vampiros . En muchas situaciones en esta sección del libro, Luis, el Inferior y Acolito se presentan como simples observadores, siendo los protectores Pak los principales protagonistas de la historia.

## Secuelas
- 2004 - Hijos de Mundo Anillo

## Referencia bibliográfica
1980 - Trono de Mundo Anillo., Ed. La Factoría de Ideas (2005)